# Jo Cox
Helen Joanne "Jo" Cox (født 22. juni 1974, død 16. juni 2016) var en britisk politiker og parlamentsmedlem for Labour Party. Hun blev valgt ind i 2015.
Lidt før kl. 13 torsdag 16. juni 2016 blev hun skudt og knivstukket adskillige gange i Birstall, West Yorkshire, hvor hun havde holdt møde med nogle vælgere forud for Folkeafstemningen om Storbritanniens EU-medlemskab. Hun var kritisk såret og døde omkring en time senere af sine sår. En 52-årig mand blev kort efter arresteret i forbindelse med drabet.